# Assemblée consultative (Luxembourg)
Pour les articles homonymes, voir Assemblée consultative.
20 mars - 16 août 1945
(4 mois et 27 jours)

18 sessions
18e (Chambre des députés) 19e (Chambre des députés)
L'Assemblée consultative luxembourgeoise de 1945 est mise en place après la fin de la Seconde Guerre mondiale quand il apparaît que la Chambre des députés du Luxembourg ne pouvait plus exercer ses missions. L'assemblée consultative assurait de facto le rôle de la Chambre, à l'exception du pouvoir législatif.

## Histoire
Après la libération du Grand-Duché le 10 septembre 1944 le pays est uniquement dirigé par le gouvernement de la Libération, mais une session de la Chambre des députés est organisée le 6 décembre. Sur les 55 députés, seuls 25 ont pu être présents par rapport à avant le début du conflit : 9 sont morts, 10 sont toujours dans des prisons allemandes ou dans les camps de concentration et 9 sont soupçonnés de collaboration avec l'occupant. Moins de la moitié de la Chambre étant présent, le quorum demandé par la Constitution n'est pas atteint et la Chambre est de ce fait incapable de fonctionner et de prendre des décisions.
Afin de pallier ce problème et sous l’impulsion de l'Unio'n, l'Assemblée consultative voit le jour par décret grand-ducal le 22 février 1945 afin de conseiller le gouvernement de la Libération dans ses fonctions. Les membres de l'assemblée sont nommés par un second décret le 12 mars suivant et commence ses activités le 20 mars, quelques jours à peine après la libération du dernier village, dans la région d'Echternach.
Entre le 20 mars et le 16 août 1945, 18 sessions de l'Assemblée consultative ont eu lieu. Les élections législatives du 21 octobre 1945 permirent d'élire une Chambre reconstituée.

## Membres
| - Joseph Artois - Jean-Pierre Assa - Jean-Pierre Bauer - Nicolas Biever - René Blum - Paul Bohr - Marcel Cahen - Hubert Clément - Émile Colling - Othon Decker - Gaston Diderich - Aloyse Duhr - Léon Flammang - Nelly Flick - Pierre Gansen - Henri Gengler - Pierre Godart - Émile Hamilius - Venant Hildgen - Nicolas Jacoby - Jean Kill - Léon Kinsch - Adolphe Klein - Nicolas Kremer - Ferdinand Kuhn - Jean-Pierre Lenertz - Jean Leischen - Jean Lutgen | - Jean Maroldt - Nicolas Mathieu - Albert Meyers - Denis Netgen - François Neu - Alphonse Osch - Victor Prost - Edouard Reiland - Emile Reuter - Alphonse Rodesch - Emile Schaus - Jean-Pierre Schloesser - Tony Schmit - Pierre Schockmel - Joseph Schroeder - Gustave Schuman - Joseph Simon - Michel Speltz - Dominique Steichen - Robert Stumper - Jean-Jacques Theisen - Dominique Urbany - Arthur Useldinger - Etienne Weber - Camille Welter - Louis Welter - Nicolas Welter - Victor Wilhelm - Nicolas Wirtgen |